# Wilaya d'In Guezzam
La wilaya d'In Guezzam est une wilaya algérienne créée en 2019 et officialisée en 2021, auparavant, une wilaya déléguée créée en 2015. Elle est située dans l'extrême sud du pays, dans le Sahara algérien à la frontière avec le Mali et le Niger.

## Géographie
La wilaya d'In Guezzam est située dans le Sahara algérien, dans l'extrême Sud du pays, sa superficie est de 88 126 km2.
Elle est délimitée :
- au nord par la wilaya de Tamanrasset ;
- à l'ouest par la wilaya de Bordj Badji Mokhtar ;
- au sud par le Mali et le Niger.

|                     | Tamanrasset         |                 |
| Bordj Badji Mokhtar | wilaya d'In Guezzam |                 |
| Kidal ( Mali)       |                     | Agadez ( Niger) |

## Histoire
La wilaya d'In Guezzam est créée le 26 novembre 2019. En 2021, le président Tebboune, officialise le nouveau découpage administratif.
Auparavant, elle était une wilaya déléguée, créée selon la loi no 15-140 du 27 mai 2015, portant création de circonscriptions administratives dans certaines wilayas et fixant les règles particulières qui leur sont liées, ainsi que la liste des communes qui sont rattachées à elle. Avant 2019, elle était rattachée à la wilaya de Tamanrasset.

## Organisation de la wilaya
Lors du découpage administratif de 2015, la wilaya déléguée de d'In Guezzam est constituée de 2 communes et 2 daïras.
En 2019, la wilaya est constituée de deux communes :
- In Guezzam
- Tin Zaouatine

### Liste des walis
| N° | Wali            | Début           | Fin          |
| -- | --------------- | --------------- | ------------ |
| 1  | Mehdi Bouchareb | 21 février 2021 | 25 août 2021 |
| 2  | Fayçal Amrouche | 25 août 2021    | en cours     |

### Daïras
Le tableau suivant donne la liste des daïras de la wilaya d'In Guezzam
| Daïra         | Nombre de communes | Superficie km2 | Population | Communes      |
| ------------- | ------------------ | -------------- | ---------- | ------------- |
| In Guezzam    | 1                  |                |            | In Guezzam    |
| Tin Zaouatine | 1                  |                |            | Tin Zaouatine |

## Démographie
Selon le recensement général de la population et de l'habitat de 2008, l'ensemble des communes de la wilaya d'In Guezzam comptait 11 202 habitants.